# Faerûn
Faerûn – fikcyjny kontynent w świecie Zapomnianych Krain, stworzonym na potrzeby gry fabularnej Dungeons & Dragons. Położony jest na planecie Abeir-Toril; stanowi zachodnią część większego superkontynentu, w którego skład wchodzą jeszcze: Kara-Tur na wschodzie i Zakhara na południu. Granice Faerûnu wyznaczają Bezdrożne Morze na zachodzie, Wielkie Morze na południu, na wschodzie stepy Kraju Hordy i rozciągające się za nimi ziemie Kara-Tur, zaś na północy wielkie lodowce. Faerûn rozciąga się na długość ponad 5600 km ze wschodu na zachód i 4000 km z północy na południe.
Faerûn stanowi centrum i serce świata Zapomnianych Krain. Tutaj krzyżują się główne szlaki handlowe, a kontynent jest ojczyzną dla wielu ras, narodów, plemion. Pod względami ekonomicznymi, technicznymi i kulturalnymi Faerûn przypomina Europę późnego średniowiecza. Zasadniczą różnicą jest jednak występowanie magii, która odgrywa ogromną rolę na całym Torilu.
Na terenie Faerûnu ludzie odmierzają czas za pomocą Kalendarza Harptosa.

## Geografia
Faerûn jest podzielony na dziesiątki krajów i regionów:
- Północny zachód – Dolina Lodowego Wichru, Dzikie Pogranicze, Srebrne Marchie, Wysoki Las, Północ Wybrzeża Mieczy.
- Północ – Anauroch, Dalelands, Morze Księżycowe, Pasmo, Thar, Vast.
- Północny wschód – Damara, Impiltur, Narfell, Rashemen, Thesk, Wielka Dolina, Vaasa, Ziemie Hordy.
- Zachód – Amn, Calimshan, Evereska, Lantan, Moonshae, Wyspy Nelanther, Nimbral, Tethyr, Wybrzeże Mieczy, Zachodnie Ziemie Centralne.
- Środek – Chondath, Cormyr, Hlondeth, Lśniące Równiny, Sembia, Sespech, Smocze Wybrzeże, Turmish, Wyspy Pirackie.
- Wschód – Aglarond, Altumbel, Chessenta, Mulhorand, Murghom, Thay, Thesk, Unther.
- Południowy zachód – Chult, Lapaliiya, Samarach, Tashalar, Thindol.
- Południe – Dambrath, Halruaa, Jezioro Pary, Królestwa Graniczne, Shaar, Wielka Rozpadlina.
- Południowy wschód – Durpar, Estagund, Luiren, Veldorn, Złoty Var,
- Inne regiony – Evermeet, Podmrok.

## Miasta
| Miasto     | Region          | Populacja (tysiące) |
| ---------- | --------------- | ------------------- |
| Skuld      | Mulhorand       | 205                 |
| Gheldaneth | Mulhorand       | 172                 |
| Unthalass  | Unther          | 165                 |
| Suldolphor | Calimshan       | 144                 |
| Calimport  | Calimshan       | 143                 |
| Bezantur   | Thay            | 137                 |
| Waterdeep  | Wybrzeże Mieczy | 133                 |
| Eltabbar   | Thay            | 123                 |
| Athkatla   | Amn             | 118                 |
| Zazesspur  | Tethyr          | 116                 |
| Cimbar     | Chessenta       | 111                 |

Najsłynniejsze miasta, wioski i osady w Faerûnie:
- Amkhetran
- Athkatla
- Beregost
- Broda Ulgotha
- Calimport
- Candlekeep, zwane także Świecową Wieżą – największa skarbnica wiedzy i biblioteka w Faerûnie.
- Everlund
- Gullykin
- Luskan
- Menzoberranzan
- Naskhel
- Nesme
- Neverwinter
- Silverymoon
- Sundabar
- Suldanesselar
- Ust Natha
- Waterdeep
- Wrota Baldura

## Historia
Historia Faerûnu rozpoczęła się z chwilą powołania przez lorda Ao uniwersum, w którego skład wszedł Toril. Po stworzeniu utrzymywała się bezczasowa nicość, a następnie ciemność i światło oddzieliły się od siebie. Ze skupionej esencji cieni wyłoniły się dwie bliźniacze boginie: Selune (światło) i Shar (ciemność). Razem stworzyły planetę Toril, jednocześnie powołując do życia Chaunteę, Matkę Ziemię. Chauntea błagała o światło, by mogła zwabić na swoją powierzchnię życie. Wtedy Selune sięgnęła poza granice przestrzeni na Plan Żywiołu Ognia i odłamała drobny odłamek samej sfery. Z tego odłamka stworzyła pierwszą gwiazdę.

## Organizacje w Faerûnie
- Czarne Szpony
- Czerwoni Czarodzieje
- Dziewiątka Neverwinter
- Gildia Xanathara
- Harfiarze
- Kult Smoka
- Ogniste Noże
- Płomienna Pięść
- Pokrętny Run
- Siedem Sióstr
- Sojusz Lordów
- Zhentarimowie
- Złodzieje Cienia
- Żelazny Tron

## Postacie Faerûnu
- Alusair Obarskyr
- Alustriel Silverhand
- Artemis Entreri
- Arilyn Księżycowa Klinga
- Bruenor Battlehammer
- Catti-brie
- Danilo Thann
- Dove Falconhand
- Drizzt Do'Urden
- Elminster Aumar
- Halaster Czarny Płaszcz
- Jarlaxle Baenre
- Khelben "Czarnokij" Arunsun
- Laeral Silverhand
- Matteo
- Mirt Lichwiarz
- Regis
- Storm Solverhand
- Vol'd von Ril
- Volothamp Geddarm
- Wulfgar